# Merklín (kraj karlowarski)
Merklín – gmina w Czechach, w powiecie Karlowe Wary, w kraju karlowarski. Według danych z dnia 1 stycznia 2013 liczyła 1 085 mieszkańców.